# Service des archives médicales hospitalières des armées
Le service des archives médicales hospitalières des armées (SAMHA) est un centre d'archives français qui collecte les archives produites par les hôpitaux militaires (archives d'établissement et dossiers médicaux individuels) depuis le début du XXe siècle. Dépendant du ministère des Armées, il est implanté à Limoges. Au-delà d'un délai de cinq ans de conservation, les dossiers des hôpitaux sont nécessairement acheminés au SAMHA.
Le SAMHA est l'un des trois sites de conservation d'archives médicales militaires en France avec le Musée du Service de santé des armées à Paris et le Service historique de la Défense à Vincennes.

## Histoire
Le SAMHA résulte de la fusion du Service de la statistique médicale et du Bureau central de comptabilité du Service de santé des armées, rapatriés en 1940 à Limoges au moment de la déroute militaire française. L'établissement devient en 1962 le Centre d'archives et de statistique médicales des armées (CASMA), mais se recentre ensuite sur la seule conservation des archives. Il change à nouveau de nom en 1972 (Section des archives médicales des armées), puis en 1984 (Section des archives médicales hospitalières des armées). À compter du 1er janvier 2004, il est érigé en service à part entière, rattaché au Service de santé des armées.
Le SAMHA est installé dans les locaux de l'ancienne usine de chaussures Monteux (dont l'activité a cessé en 1933), situés rue de Châteauroux, au nord du centre-ville de Limoges.

## Fonds
Le service conserve l'équivalent de 83 km linéaires de documents, comprenant les dossiers médicaux issus des hôpitaux militaires depuis la Première Guerre mondiale. Les dossiers sont stockés en plusieurs supports, à la fois papier, numériques et argentiques.
Les dossiers relatifs aux opérations militaires extérieures de la France sont également conservés par le SAMHA.